# Birkenbruch (Landschaftsschutzgebiet)
Das Gebiet Birkenbruch ist ein vom Landratsamt Karlsruhe durch Verordnung vom 15. Oktober 1962 ausgewiesenes Landschaftsschutzgebiet auf dem Gebiet der Gemeinden Graben-Neudorf und Dettenheim im Landkreis Karlsruhe. 

## Lage und Beschreibung
Das 22,2 Hektar große Landschaftsschutzgebiet liegt in der Nördlichen Oberrhein-Niederung etwa 2 km südöstlich von Dettenheim am Alten Bach, welcher auch Scheidgraben genannt wird.
Das Gebiet ist fast vollständig von einem Traubenkirschen-Erlen-Eschen-Wald bedeckt, der im Westen des Gebiets teilweise in einen Erlenbruchwald übergeht. 
Der Birkenbruch liegt größtenteils im FFH-Gebiet Rheinniederung von Karlsruhe bis Philippsburg. Im Norden grenzt das Naturschutzgebiet Oberbruchwiesen an, im Osten das Landschaftsschutzgebiet Hardtwald nördlich von Karlsruhe.